# پاتولتین
پاتولتین (به انگلیسی: Patuletin) با فرمول شیمیایی C۱۶H۱۲O۸ یک ترکیب شیمیایی با شناسه پاب‌کم ۵۲۸۱۶۷۸ است. که جرم مولی آن ۳۳۲٫۲۶ g/mol می‌باشد. 